# Harry Toledo & The Rockets
Harry Toledo & The Rockets byla americká hudební skupina. Působila ve druhé polovině sedmdesátých let v New Yorku. Ústřední postavou kapely byl zpěvák a kytarista Ed Tomney. V roce 1977 skupina vydala čtyřpísňové EP (obsahovalo písně „Busted Chevrolet“, „YO-HO!“, „Who Is That Saving Me?“ a „John Glenn“. Producentem nahrávky byl velšský hudebník a skladatel John Cale. Ten rovněž desku prostřednictvím svého vydavatelství SPY Records vydal. Píseň „Who Is That Saving Me?“ později vyšla na kompilačním albu Conflict & Catalysis: Productions & Arrangements 1966-2006. Po rozpadu kapely působil Tomney ve skupině The Necessaries, která rovněž spolupracovala s Johnem Calem.